# Minuci Bàsil
Els Minuci Bàsil (en llatí: Minucius Basĭlus) foren una família romana del segle i aC d'origen plebeu que formava una branca de la gens Minúcia. Portaven el cognom de Bàsil, que sembla que podria tenir un origen celta.
Els personatges coneguts són:
- Luci Minuci Bàsil, polític i magistrat que va servir sota Sul·la (86 aC) com a tribú militar en la seva campanya contra el general Arquelau. Sembla que també hauria estat l'oncle de Marc Satri, a qui hauria adoptat.[3][2]
- Un cert Minuci Bàsil que, segons Ciceró,[4] tenia la tomba a la via Àpia, en un lloc on eren freqüents els robatoris.[5]
- Luci Minuci Bàsil, nascut Marc Satri i adoptat pel seu oncle,[3] fou pretor el 45 aC i, l'any següent, participà en l'assassinat de Juli Cèsar.[6]
- Marc Minuci Bàsil, membre del jurat en el judici d'Opiànic el 74 aC.[7][8]
- Minuci Bàsil, membre del partit de Marc Antoni cap al 41 aC, que Ciceró ataca en la segona filípica[9]